# Liste der Vizegouverneure von Guam

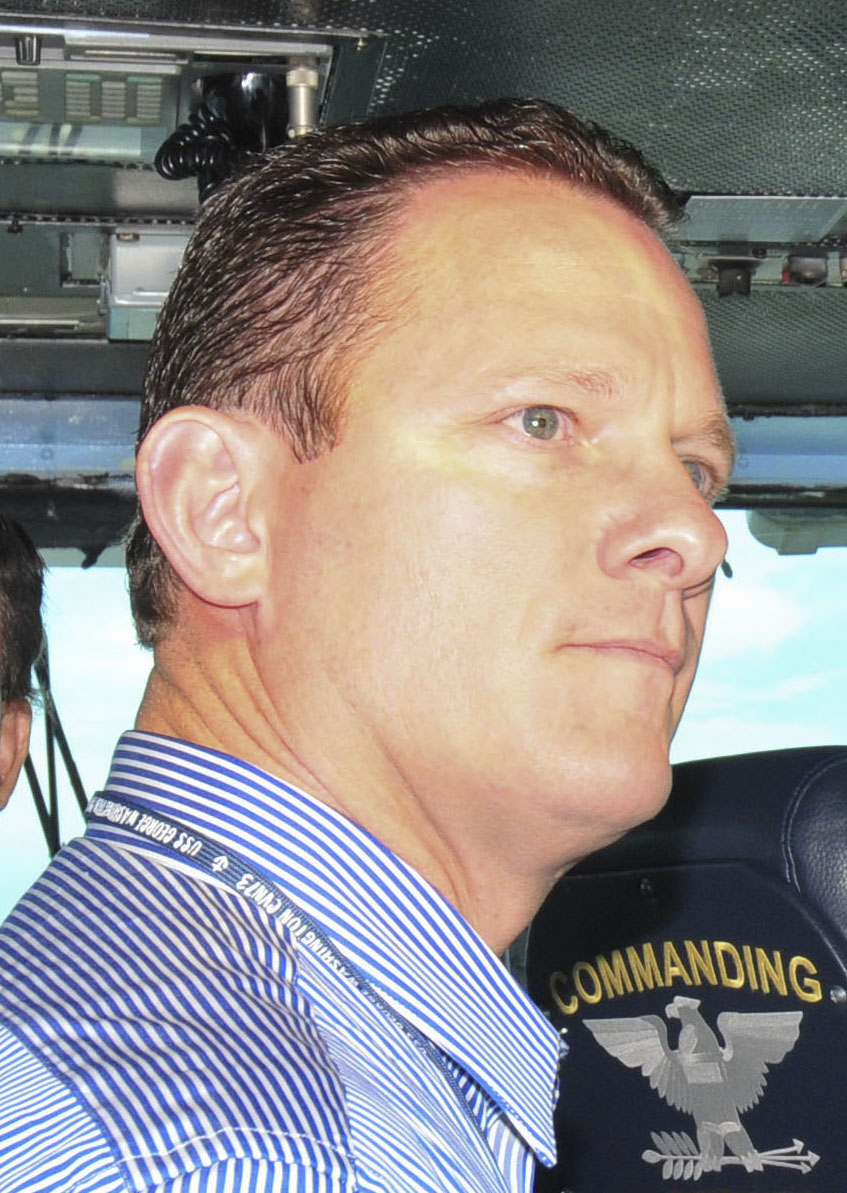
Ray Tenorio, derzeitiger Vizegouverneur von Guam

Diese Liste umfasst die Vizegouverneure des US-Außengebietes Guam. Das Amt des Vizegouverneurs von Guam existiert seit 1971. Zum selben Zeitpunkt wurde das Amt des Secretary of Guam abgeschafft.
| Name                    | Amtszeit  | Partei       | Bemerkungen |
| ----------------------- | --------- | ------------ | --- |
| Kurt Scott Kaleo Moylan | 1971–1975 | Republikaner | Kurt Moylan wurde im Juli 1969 zum letzten Secretary of Guam ernannt und 1970 zum ersten Vizegouverneur von Guam gewählt. |
| Rudolph G. Sablan       | 1975–1979 | Demokrat     | |
| Joseph Franklin Ada     | 1979–1983 | Republikaner | |
| Edward Diego Reyes      | 1983–1987 | Demokrat     | |
| Frank F. Blas           | 1987–1995 | Republikaner | |
| Madeleine Z. Bordallo   | 1995–2003 | Demokrat     | |
| Kaleo Moylan            | 2003–2007 | Republikaner | |
| Michael W. Cruz         | 2007–2011 | Republikaner | |
| Raymond Tenorio         | seit 2011 | Republikaner | |